# Edmond Halley

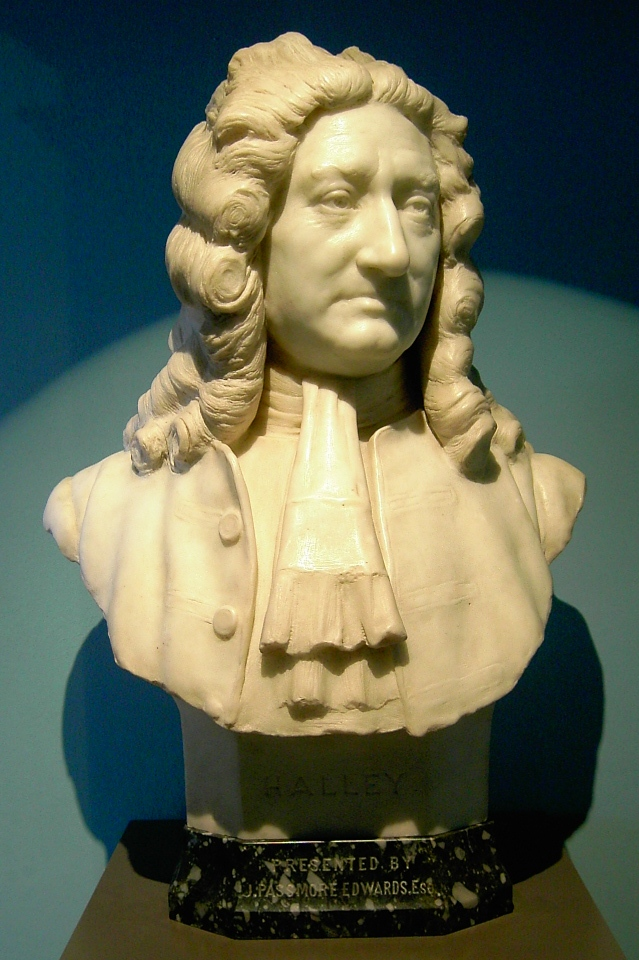
Borstbeeld van Edmond Halley in het Royal Greenwich Observatory

Edmond Halley (Haggerston, Londen, 8 november 1656 - Greenwich, 14 januari 1742) was een Brits astronoom en wiskundige, hoogleraar aan de Universiteit van Oxford (1705) en directeur van de sterrenwacht van Greenwich (1720). Zijn carrière werd aanvankelijk geblokkeerd door de vrome astronoom John Flamsteed, die de Anglicaanse geestelijkheid mobiliseerde omdat Halley de oudtestamentische tijdrekening in twijfel trok en in een artikel had verondersteld, dat de Zondvloed misschien door een komeet was veroorzaakt. Door dit verzet kon Halley in 1693 geen hoogleraar in Oxford worden, maar in 1705 werd hij het alsnog, en in 1720 volgde hij zelfs Flamsteed op als koninklijk sterrenkundige.

## Jeugd en studie
Halley werd geboren in Haggerston, Oost-Londen. Zijn vader, Edmond Halley Sr., kwam uit een Derbyshire familie en was een rijke zeepmaker in Londen. Als kind had Halley veel interesse in wiskunde. Hij studeerde aan de St Paul's School en vanaf 1673 aan The Queen's College, Universiteit van Oxford. Hoewel hij geen aan het onderwerp verwante studie volgde, publiceerde Halley onder andere stukken over het sterrenstelsel.

## Wetenschap
Op twintigjarige leeftijd vertrok Halley naar het eiland Sint Helena in de Atlantische Oceaan om de destijds aanwezige kennis over de sterrenhemel (in de catalogus van Tycho Brahe) uit te breiden met waarnemingen op de zuidelijke hemisfeer.  Hij bepaalde daar in de periode 1677-1678 de positie van 340 sterren aan de zuidelijke hemel, resulterende in de catalogus stellarum Australium. 
Hij ontdekte dat de in 1531, 1607 en 1682 geobserveerde kometen één en dezelfde waren, en dat deze dus elke 76 jaar terugkeert. Deze komeet is nu bekend als de komeet van Halley. Ook ontdekte Halley de eigenbeweging van sterren. 
Hij financierde tevens de eerste druk van de Principia van Isaac Newton. In 1721 legde hij de tweede versie van de meridiaan van Greenwich vast, op basis van zijn waarnemingen aan het Koninklijk Observatorium.
Halley suggereerde het gebruik van de venusovergangen van 1761 en 1769 om de astronomische eenheid te bepalen met behulp van parallax. Na zijn dood vonden dan ook expedities plaats om de venusovergang op verschillende plaatsen waar te nemen.

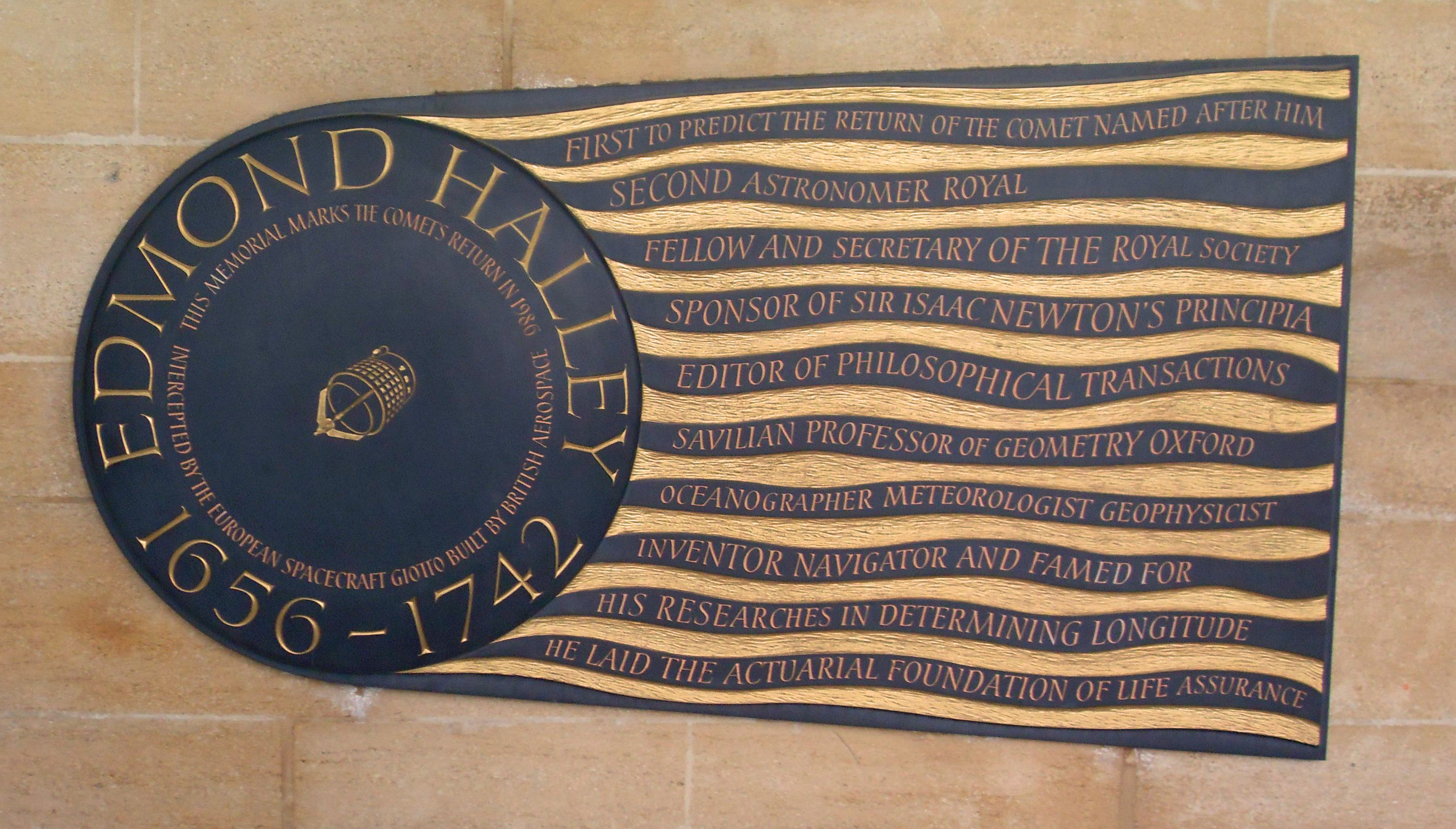
Gedenkplaat voor Edmond Halley in Westminster Abbey

Edmond Halley gebruikte zijn veelzijdige wiskundige kennis niet alleen voor de sterrenkunde, maar ook voor de andere toepassingen. In 1693 publiceerde hij een artikel over levensverzekeringswiskunde waarmee hij de actuariële wetenschap sterk beïnvloedde. Hij was een van de eerste actuarissen. Verder verbeterde hij het ontwerp van de duikerklok, waardoor men dieper en langer onder water kon verblijven.

## De holle Aarde
Edmond Halley kwam in 1692 met een hypothese dat de aarde bestond uit een holle schil van ongeveer 800 kilometer dik, twee interne schillen ter grootte van de planeten Venus en Mars, en een bolvormige kern ter grootte van de planeet Mercurius. Deze schillen zouden van elkaar zijn gescheiden door een eigen atmosfeer per schil, en elke schil zou zijn eigen magnetische polen hebben. Halley gebruikte deze hypothese als verklaring voor vreemde kompaslezing. Zijn theorie hield ook in dat het poollicht zou ontstaan door gas dat vanuit een van de lager gelegen schillen naar de oppervlakte ontsnapte.

## Bolvormige sterrenhopen
Edmond Halley ontdekte in 1677 Omega Centauri, de helderste bolvormige sterrenhoop die vanaf de aarde zichtbaar is. In 1714 ontdekte hij de Herculesbolhoop die door Charles Messier werd gecatalogiseerd als het nevelachtig object Messier 13, omdat het verward kon worden met een komeet.

## Persoonlijk leven
Halley trouwde Mary Tooke in 1682 en woonde in Islington. Ze hadden samen drie kinderen.

## Werken
- Catalogus stellarum Australium (1679)
- A synopsis of the astronomy of comets (1705)
- Astronomical tables (1752)

- Bibsys: 90288764
- Biblioteca Nacional de Chile: 000043276
- Biblioteca Nacional de España: XX1469639
- Bibliothèque nationale de France: cb119960783 (data)
- Catàleg d'autoritats de noms i títols de Catalunya: 981058527403806706
- CiNii: DA05605698
- Gemeinsame Normdatei: 118720066
- International Standard Name Identifier: 0000 0000 8077 7282
- Library of Congress Control Number: n50018459
- Mathematics Genealogy Project: 234543
- Nationale Bibliotheek van Tsjechië: nlk20000091836
- Nationale bibliotheek van Australië: 35164286
- Nationale Bibliotheek van Israël: 987007262233205171
- Nationale Bibliotheek van Polen: a0000001201513
- Nederlandse Thesaurus van Auteursnamen: 068645619
- Istituto Centrale per il Catalogo Unico: TO0V430884
- LIBRIS: 316910
- SNAC: w64j0nmh
- Système universitaire de documentation: 027718247
- Museum of New Zealand Te Papa Tongarewa: 33673
- Trove: 848076
- Virtual International Authority File: 71400665
- WorldCat: E39PBJtrVJRVjjPt7rw8wykFKd